# 類烏齊馬
類烏齊馬是家马的一个地方品种，原本只在西藏當地的洞穴壁畫中發現，但在1993年由法國探險家米歇爾·佩塞爾（Michel Peissel）於西藏東北部的類烏齊縣發現，生態習性仍是個謎。
類烏齊馬外表是暗褐色，體型略矮。它在1995年引起了國際關注，當時它的原始外觀和小尺寸引起了人們的猜測，認為它可能是史前野馬與現代家馬之間的進化聯繫。然而，後來的分析表明它與現代馬在基因上沒有區別。